# صابر بن فرج
صابر بن فرج هو لاعب كرة قدم دولي تونسي يشغل مركز ظهير أيمن. شارك مع المنتخب التونسي لكرة القدم في كأس الأمم الإفريقية لعام 2008.

## روابط خارجية
- صابر بن فرج على موقع الاتحاد الدولي (مؤرشف)  (الإنجليزية)
- صابر بن فرج على موقع رابطة كرة القدم الفرنسية للمحترفين (الإنجليزية)
- صابر بن فرج على موقع قاعدة بيانات كرة القدم.إي يو (الإنجليزية)
- صابر بن فرج على موقع ناشيونال فوتبول تيمز (الإنجليزية)
- صابر بن فرج على موقع كووورة